# Jaques Loeillet
Jaques Loeillet (getauft am 7. Juli 1685 in Gent; † 28. November 1748 in Gent) war ein Komponist und Oboist. Er spielte auch Flöte und Violine.

## Leben
Jaques Loeillet war der jüngere Bruder John Loeillets. Ihre  Eltern waren der Arzt Jean Baptiste François Loeillet (1653–1685) und seine zweite Frau Barbe (geb. Buys). Jacques wurde 1702 Oboist der Stadt Gent. Dieses Amt hatte er bis 1736 inne. In Abwesenheit bezahlte er einen Vertreter. Er wurde Oboist des bayerischen Kurfürsten Maximilian II. Emanuel, während dieser in den Niederlanden weilte, und ging 1726 an dessen Hof nach München. Ein Jahr später ging er nach Versailles. Nach zwei bemerkenswerten, Aufsehen erregenden Konzerten, bei denen er verschiedene Instrumente spielte, wurde er zum königlichen Kammeroboisten in Versailles ernannt. In dieser Zeit pendelte er wohl zwischen München und Versailles. Das Testament seines Bruders John 1729 erwähnt ihn in München. 1746 kehrte er nach Gent zurück. Seine Witwe erhielt eine Rente vom König von Frankreich.

## Werke (Auswahl)
Alle existierenden Sonaten folgen dem Muster der Sonata da chiesa. Sie haben französische Bezeichnungen und bestehen aus vier Sätzen. op. 1 bis op. 3 sind verschollen.
- Sechs Sonaten für zwei Traversflöten ohne Bass op. 4, Paris, 1728  I G-Dur II D-Dur III b-Moll IV A-Dur V G-Dur VI e-Moll RISM ID: 990038360
- Sechs Sonaten für Traversflöte mit Bass op. 5, Boivin, Paris, 1728 I e-Moll IIG-Dur III g-Moll IV D-Dur V b-Moll VI G-Dur  RISM ID: 990038361
- Concerto in  Es-Dur für Oboe und Streicher
- Concerto in D-Dur für Flöte, zwei Violinen und Basso continuo